# 蒙塔古 (西開普省)

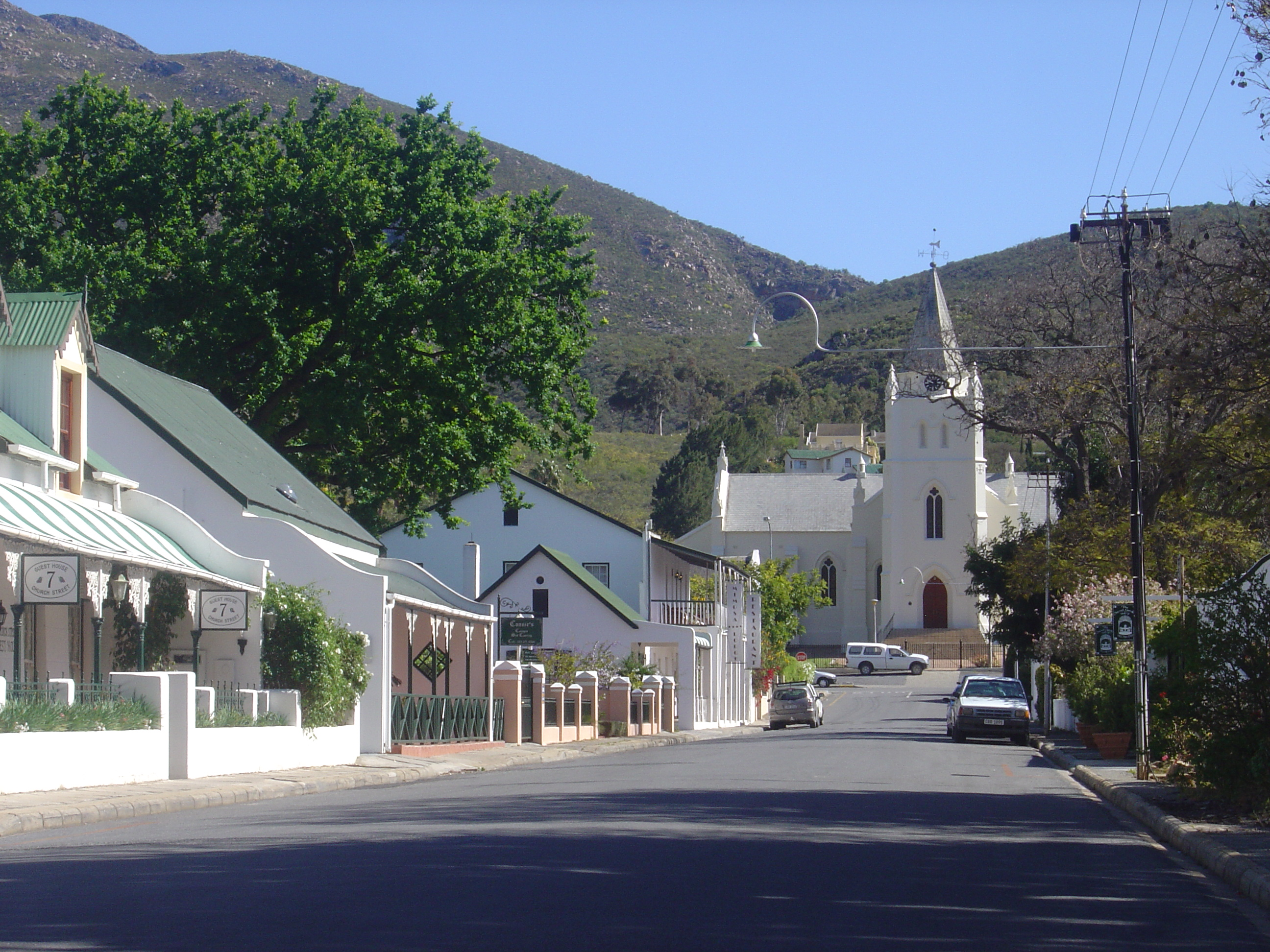

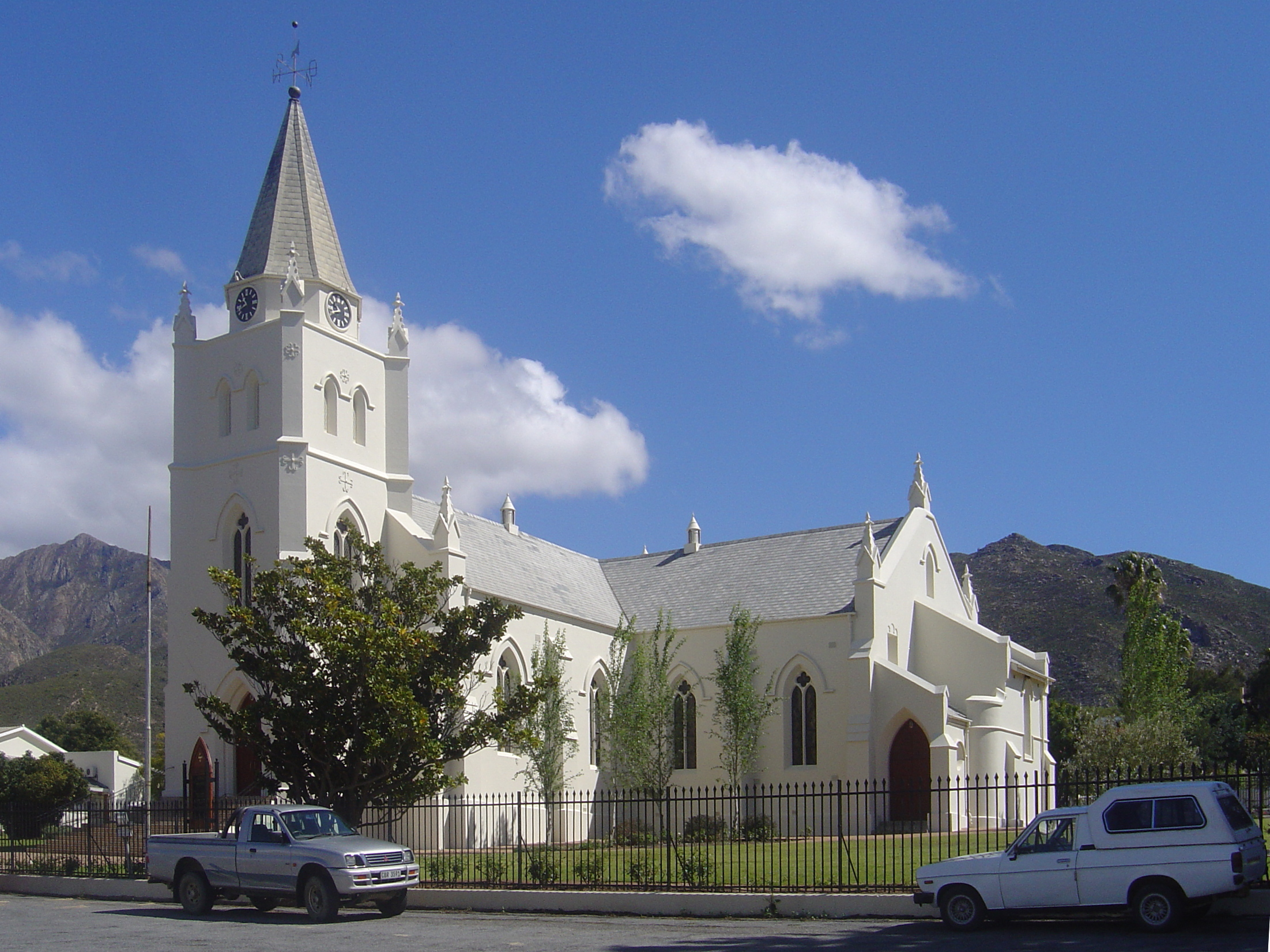

蒙塔古是南非的城鎮，位於該國南部，由西開普省負責管轄，距離開普敦約180公里，始建於1856年，面積15.76平方公里，2011年人口約15,000人。

## 外部連結
- Montagu & Ashton （页面存档备份，存于） Official Tourism Information Website
- Town website （页面存档备份，存于）